# The Giver Quartet
The Giver Quartet is een vierdelige reeks van jeugdboeken van de Amerikaanse schrijfster Lois Lowry. De tetralogie speelt zich af in een dystopische toekomst.

## Boeken
- The Giver (1993) (Nederlands: Gever, bewaker van herinneringen)
- Gathering Blue (2000)
- Messenger (2004)
- Son (2012)

## Verfilming
Het eerste boek werd verfilmd als The Giver in 2014, met onder anderen Jeff Bridges, Brenton Thwaites en Meryl Streep in de hoofdrollen.